# Nikon Coolpix L5
Le Nikon Coolpix L5 est un appareil photographique numérique de type compact fabriqué par Nikon de la série de Nikon Coolpix.
Commercialisé en février 2006 au prix public de 319 €, le L5 est un appareil de dimensions réduites: 9,1 x 6,1 x 4,5 cm.

Son boîtier de forme ergonomique lui assure une bonne prise. Il possède une définition de 7,2 mégapixels et est équipé d'un zoom optique de 5x.

Sa portée minimum de la mise au point est de 50 cm mais ramenée à 4 cm en mode macro.

Il est équipé d'une fonction "AF Priorité visage" qui permet d'avoir des portraits d'une bonne luminosité puisque l'appareil détecte les visages et réalise la mise au point dessus.

Il possède également le système "D-lighting" développé par Nikon qui permet éclaircir les zones sous-exposées d'une image directement à partir de l'appareil, ainsi que le dispositif de stabilisation optique "VR" (Vibration Reduction) par déplacement d'un bloc optique qui permet de supprimer le flou de bougé pendant l’enregistrement de clips vidéo ou d'image.
.

Son automatisme gère 15 modes Scène pré-programmés afin de faciliter les prises de vues (paysage, portrait, macro, musée, fête/intérieur, rétro-éclairage, plage/neige, portrait nuit, feu d'artifice, nocturne, aube/crépuscule, assistant de panorama, duplication, sports, coucher de soleil).

L’ajustement de l'exposition est automatique et permet également un mode manuel avec un ajustement dans une fourchette de ±2.0 par paliers de 0,33 EV.

La balance des blancs se fait de manière automatique, mais également semi-manuel avec 5 options pré-réglées (lumière du jour, lumière au tungstène, nuageux, éclair et tubes fluorescents).

La fonction "BSS" (Best Shot Selector) sélectionne, parmi une séquence de dix prises de vues successives, l'image la mieux exposée et l'enregistre automatiquement.

La fonction "Réduction du bruit" s’active automatiquement lorsque la vitesse d’obturation est lente.

Son flash incorporé a une portée effective de 0,5 à 5,5 m et dispose de la fonction atténuation des yeux rouges.

Son mode Rafale lui permet 0,7 image par seconde.
Nikon a arrêté sa production en 2007.

## Caractéristiques
- Capteur CCD taille 1/2,5 pouce - 7,41 millions de pixels, effective: 7,2 millions de pixels
- Zoom optique: 5x, numérique: 4x
- Distance focale équivalence 35 mm: 38-190 mm
- Ouverture de l'objectif: F/2,9-F/5,0
- Sensibilité: auto de 80 à 400 ISO
- Vitesse d'obturation: 4 à 1/1500 seconde
- Stockage: Secure Digital SD - mémoire interne de 8 Mo
- Définition image maxi: 3072×2304 au format JPEG (Exif 2.2)
- Autres définitions: 2592×1944, 2048x1536, 1024x768 et 640×480
- Définitions vidéo: 160×120, 320×240 et 640×480 à 15 images par seconde au format QuickTime sans audio
- Connectique: USB 2.0
- Compatible Pictbridge
- Écran LCD de 2,5 pouces - matrice active TFT de 115 000 pixels
- Pile (x2) type AA (LR6) alcaline
- Poids: 170 g sans accessoires (batteries-mémoire externe) - 210 g avec batteries
- Finition: silver laqué.